# Uroleucon inulae
Uroleucon inulae är en insektsart som först beskrevs av Ferrari 1872.  Uroleucon inulae ingår i släktet Uroleucon och familjen långrörsbladlöss. Inga underarter finns listade i Catalogue of Life.